# Armin Gigović
Armin Gigović (Lund, 2002. április 6. –) svéd és bosnyák válogatott labdarúgó, a német Holstein Kiel játékosa.

## Pályafutása

### Klubcsapatokban
Gigović a svédországi Lund városában született. Az ifjúsági pályafutását a Landskrona BoIS csapatában kezdte, majd a Helsingborg akadémiájánál folytatta.
2019-ben mutatkozott be a Helsingborg első osztályban szereplő felnőtt keretében. 2020-ban az orosz első osztályban érdekelt Rosztov szerződtette. Először a 2020. október 25-ei, Himki ellen 2–0-ra elvesztett mérkőzés 83. percében, Pavel Mamajev cseréjeként lépett pályára. Első gólját 2021. március 17-én, a Rotor Volgográd ellen idegenben 4–0-ás győzelemmel zárult találkozón szerezte meg. 2022 és 2023 között a svéd Helsingborg, illetve a dán Odense és Midtjylland csapatát erősítette kölcsönben.
2024. július 23-án a német Holstein Kiel csapatába igazolt.

### A válogatottban
Gigović az U17-es és U21-es válogatottban is képviselte Svédországot.
2023-ban debütált a felnőtt válogatottban. Először a 2023. január 12-ei, Izland ellen 2–1-re megnyert mérkőzésen lépett pályára. 2024 áprilisában Bosznia-Hercegovina válogatottját kívánta képviselni. Májusban a Nemzetközi Labdarúgó-szövetség jóváhagyta kérését. Június 3-án az angolok ellen be is mutatkozott.

## Statisztikák
2023. március 6. szerint
| Klub                     | Szezon   | Osztály          | Bajnokság | Bajnokság | Kupa  | Kupa | Nemzetközi | Nemzetközi | Összesen | Összesen |
| Klub                     | Szezon   | Osztály          | Meccs     | Gól       | Meccs | Gól  | Meccs      | Gól        | Meccs    | Gól      |
| ------------------------ | -------- | ---------------- | --------- | --------- | ----- | ---- | ---------- | ---------- | -------- | -------- |
| Helsingborg              | 2019     | Allsvenskan      | 14        | 0         | 0     | 0    | —          | —          | 14       | 0        |
| Helsingborg              | 2020     | Allsvenskan      | 20        | 1         | 0     | 0    | —          | —          | 20       | 1        |
| Helsingborg              | Összesen | Összesen         | 34        | 1         | 0     | 0    | 0          | 0          | 34       | 1        |
| Rosztov                  | 2020–21  | Premjer Liga     | 17        | 1         | 0     | 0    | —          | —          | 17       | 1        |
| Rosztov                  | 2021–22  | Premjer Liga     | 13        | 0         | 0     | 0    | —          | —          | 13       | 0        |
| Rosztov                  | Összesen | Összesen         | 30        | 1         | 0     | 0    | 0          | 0          | 30       | 1        |
| Helsingborg (kölcsönben) | 2022     | Allsvenskan      | 16        | 2         | 0     | 0    | —          | —          | 16       | 2        |
| Odense (kölcsönben)      | 2022–23  | Danish Superliga | 9         | 1         | 1     | 0    | —          | —          | 10       | 1        |
| Midtjylland (kölcsönben) | 2022–23  | Danish Superliga | 3         | 0         | 0     | 0    | 2          | 0          | 5        | 0        |
| Összesen                 | Összesen | Összesen         | 92        | 5         | 1     | 0    | 2          | 0          | 95       | 5        |

### A válogatottban
| Válogatott | Év       | Pályára lépés | Gól |
| ---------- | -------- | ------------- | --- |
| Svédország | 2023     | 1             | 0   |
| Összesen   | Összesen | 1             | 0   |

## Sikerei, díjai
- Midtjylland
  - Dán bajnok: 2023–24